# 索爾沃什區

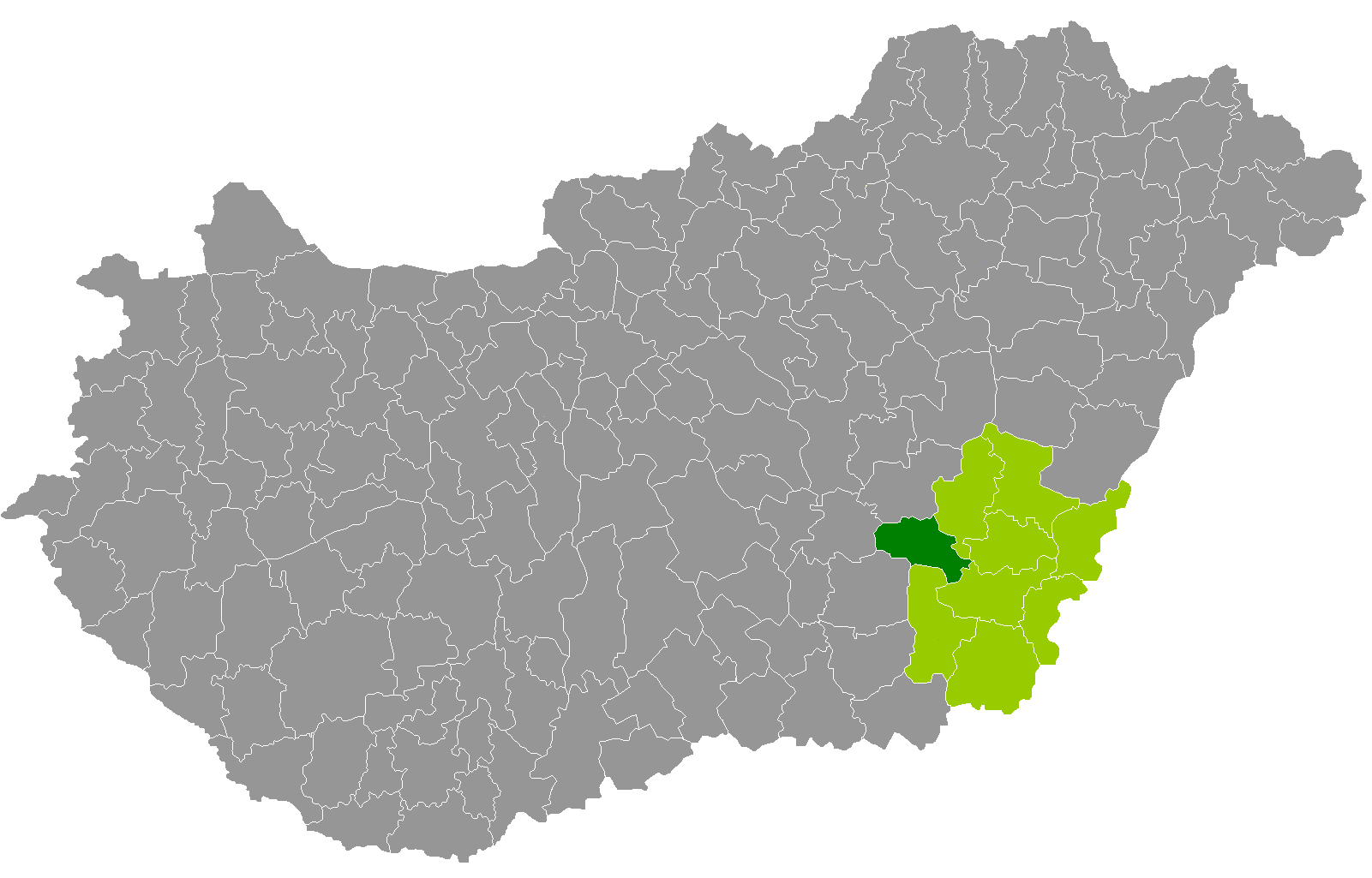

索爾沃什區（匈牙利語：Szarvasi járás），是匈牙利貝凱什州的一個區，位於該國東南部，区府設於索爾沃什，面積485平方公里，2011年人口28,779，人口密度每平方公里59人。

## 市镇
索爾沃什區包含两个城镇、两个大村和两个村庄。